# Christophe Guilluy
Pour les articles homonymes, voir Guilluy.
Christophe Guilluy, né le 14 octobre 1964 à Montreuil, est un  essayiste, consultant et géographe français.

## Biographie
Né à Montreuil (Seine-Saint-Denis) dans un milieu populaire, il grandit dans le quartier de Belleville, à Paris. Il expliquera que son immeuble devait être démoli et que sa famille allait être relogée en banlieue, à La Courneuve. L'immeuble fut finalement préservé, ce qui permit à sa famille de rester à Paris.
Après avoir étudié au lycée Voltaire, il obtient une maîtrise en géographie urbaine à l'université Paris 1 Panthéon-Sorbonne (1987), mais n'est pas titulaire d'un doctorat.
Il est consultant pour les collectivités territoriales et bailleurs sociaux, ainsi que gérant de Maps Productions, une société de marketing. Il travaille également, durant une dizaine d'années, dans la manutention.
En 2017, il co-signe avec Jean-Pierre Chevènement, Michel Onfray, Natacha Polony et d'autres, une tribune intitulée dans Le Figaro, « Europe : la supranationalité a échoué, faisons confiance aux nations ».
Il est père de trois filles.
Il fut membre de La Gauche populaire, mouvement proche mais critique du Parti socialiste.

## Écrits
Il travaille depuis la fin des années 1990 en tant que consultant indépendant pour les collectivités territoriales.
Ses écrits en géographie sociale abordent les problématiques politiques, sociales et culturelles de la France contemporaine par le prisme du territoire. Il s'intéresse à l'émergence d'une « France périphérique » s'étendant des marges périurbaines les plus fragiles des grandes villes aux espaces ruraux, en passant par les petites et moyennes villes. Il souligne que 60 % de la population et trois quarts des nouvelles classes populaires vivent maintenant dans cette « France périphérique », à l'écart des villes mondialisées.
Avec le sociologue Serge Guérin, il a mis en avant les « retraités populaires » pour signifier que la majorité des ménages de retraités est formée d'anciens ouvriers, employés ou petits commerçants qui habitent dans le périurbain et dans des conditions modestes, voire précaires.

En 2004, son Atlas des nouvelles fractures sociales — coécrit avec Christophe Noyé — et, en 2010, Fractures françaises connaissent un réel succès critique, et plusieurs hommes politiques de droite et de gauche affirment s'inspirer des analyses de ce dernier essai. Interrogé en mai 2013, Guilluy avance que « la France de la périphérie » se réfugie dans un vote protestataire. Selon lui, 

« Il n'est pas politiquement correct de dire que la majorité des Français se sent en insécurité face à la mondialisation. L'ouverture des frontières aux biens et aux marchandises, que ce gouvernement ne remet pas en cause, se traduit pour eux par la perte croissante d'emplois industriels et par l'augmentation du nombre d'immigrés. »

La France « invisible » aux préoccupations des hommes politiques formerait 60 % de la population. Il oppose ainsi une bourgeoisie riche, vivant dans les centres des villes et profitant pleinement des effets du multiculturalisme, et la France des zones périurbaines, où les tensions entre les communautés sont plus fortes et où la perception de la diversité et de l'immigration est tout à fait différente. Cette différence de perception s'exprime dans le vote de cette France « invisible » parce que « les questions identitaires comptent beaucoup dans les milieux populaires. »
Ses écrits sont « adulés par la droite réactionnaire » note la revue altermondialiste Politis et ont été repris par Nicolas Sarkozy, qui l'a rencontré à l’Élysée dans un rendez-vous d'octobre 2011, en tête-à tête dans la phase de préparation de l'élection présidentielle de 2012 sans la présence de conseillers, sur une suggestion de Patrick Buisson et Jean-Baptiste de Froment, puis dans un déjeuner organisé autour d’un rapport de Gilles Kepel sur les banlieues. Il a également été reçu par François Hollande après ces présidentielles, en octobre 2012, toujours à l’Élysée, ainsi que par l'un de ses conseillers, Emmanuel Macron,.
Il publie en 2025, sous la forme d’une fable politique, « Métropolia et Périphéria ».

## Critiques et défense
En 2000, son Atlas des fractures françaises (L’Harmattan) rencontre un écho positif auprès des spécialistes.
« Si la France périphérique est devenue le mainstream de la pensée territoriale dans les médias et les partis de gouvernement, elle suscite une très large opposition parmi les chercheurs en sciences sociales », rappellent cependant les géographes Aurélien Delpirou et Achille Warnant.
Ainsi, pour l'économiste Denis Clerc, « prétendre que 45 % des naissances en Île-de-France proviennent de la population issue de l'immigration est une aberration. ». De plus, d'après Clerc, la migration résidentielle des classes populaires en périurbain proviendrait davantage du désir de maison individuelle que du renchérissement de l'immobilier consécutif à la demande des « bobos ».
Le géographe Michel Lussault reproche, de son côté, à Christophe Guilluy de cristalliser l'imaginaire géographique du « néo-conservatisme à la française » en présentant les campagnes comme automatiquement opposées aux villes en les dépeignant de façon nostalgique et surannée. Le géographe Samuel Depraz lui reproche une lecture dichotomique du territoire français. Le sociologue Olivier Galland lui reproche pour sa part de valider implicitement la théorie du Rassemblement national sur les quartiers populaires gagnants, par rapport aux espaces ruraux, et sur le « complot des élites contre le peuple ».
Eugénie Bastié, journaliste au Figaro, voit cependant en lui l’un de ces intellectuels « victimes du politiquement correct ». Ostracisé, selon elle, par les universitaires pour « avoir touché à la thématique identitaire », il serait pourtant l’un des plus fins observateurs de la recomposition sociale et territoriale à l’œuvre.
Pour le géographe Laurent Chalard qui lui a consacré un article en 2017 dans la revue Outre-Terre, Christophe Guilluy, coupable de ne « pas être issu du sérail » et d’avoir « volé la vedette aux mandarins d’une communauté réputée pour sa fermeture et son entre-soi », ferait l’objet de critiques « irrationnelles » de la part de chercheurs qui feraient mieux de prendre ses analyses au sérieux.

## Ouvrages
- Atlas des fractures françaises, Éditions L'Harmattan, 2000  (ISBN 978-2738493910)
- Atlas des nouvelles fractures sociales en France, Paris, Éditions Autrement, 2004, réédité en 2006  (ISBN 978-2746708228) Cartes
- Fractures françaises[24], éditions François Bourin, 2010  (ISBN 978-2849412015), repris en « Champs Essais », Flammarion, en 2013  (ISBN 978-2081289611)
- L'Annuel des idées 2009, éditions François Bourin, 2009  (ISBN 978-2849411148)
- Plaidoyer pour une gauche populaire : la gauche face à ses électeurs, co-auteur, Éditions Le Bord de l'eau, 2011  (ISBN 978-2356871404)
- La France périphérique : comment on a sacrifié les classes populaires, Flammarion, 2014 Prix des Impertinents ; le jury a tenu à distinguer « le travail de ce géographe indépendant, homme de gauche mais esprit inclassable, qui ose mettre le doigt où les plaies de la société française font mal[25]. »
- Le Crépuscule de la France d'en haut, Paris, Flammarion, 2016, 272 p. (ISBN 978-2-08-137534-5)
- No Society. La fin de la classe moyenne occidentale, Flammarion, 2018, 196 p.
- Le temps des gens ordinaires, Flammarion, 2020, 322 p.
- Dialogue Périphérique, avec Sacha Mokritzky, éditions du Zinc, 148 p.  (ISBN 9782380740127).
- Les dépossédés, L'instinct de survie des classes populaires, Flammarion, 2022, 204 p.  (ISBN 2080290134)
- Métropolia et Périphéria : Un voyage extraordinaire, Paris, Flammarion, 2025, 224 p. (ISBN 978-2080460097)